# Arentorp
Arentorp is een plaats in de gemeente Vara in het landschap Västergötland en de provincie Västra Götalands län in Zweden. De plaats heeft 472 inwoners (2005) en een oppervlakte van 58 hectare. De plaats ligt ongeveer zeven kilometer ten zuidwesten van de plaats Vara en wordt omringd door zowel bos als landbouwgrond. Bos ligt vooral ten oosten en zuiden van de plaats en landbouwgrond vooral in de overige windrichtingen. In de plaats ligt de kerk Södra Kedums kyrka het kerkgebouw stamt uit 1889.